# Hedana
Hedana es un género de arañas araneomorfas de la familia Thomisidae. Fue descrito por el entomólogo alemán Ludwig Carl Christian Koch en 1874.

## Especies
- Hedana bonneti Chrysanthus, 1964
- Hedana gracilis L. Koch, 1874
- Hedana maculosa Hogg, 1896
- Hedana morgani (Simon, 1885)
- Hedana ocellata Thorell, 1890
- Hedana octoperlata Simon, 1895
- Hedana pallida L. Koch, 1876
- Hedana perspicax Thorell, 1890
- Hedana subtilis L. Koch, 1874
- Hedana valida L. Koch, 1875